# Црква Рођења Пресвете Богородице у Ивковачком Прњавору
Црква Рођења Пресвете Богородице у Ивковачком Прњавору, насељеном месту на територији града Јагодине, припада Епархији шумадијској Српске православне цркве. Представља непокретно културно добро као споменик културе, одлуком Владе Републике Србије број 633-7571/2005 од 1. децембра 2005. године.
Црква посвећена Рођењу Пресвете Богородице налази се уз клисуру кроз коју протиче Жупањевачка река. Према предању подигнута је у време кнеза Лазара. Више пута је паљена и обнављана. Президана је каменом и омалтерисана малтером од креча, жутог песка. Скромних је димензија са припратом, наосом и олтарском апсидом. Трансепт се северно и јужно завршава неразвијеним певничким просторима, док је у кровном делу нешто наглашенији. На пресеку наоса и трансепта уздиже се са унутрашње стране кружни, а са спољашње стране осмоугаони тамбур са куполом. Припрата на северном и јужном зиду има по две плитке нише лучно засведене. 
Олтарска апсида је полукружна са полукалотом. Према иконостасу се завршава источним травејом, проскомидијом и ђакониконом. На апсиди се налази лучно засведени мањи једноделни прозор, као и на певницама, на којима су прозори веома уски. Под је првобитно био дашчани а потом је замењен каменим, осим на месту гроба на јужној страни припрате. Стари иконостас је због дотрајалости замењен новим на који су по истом распореду враћене иконе.